# Clarence M. Jones
Clarence M. Jones (* 15. August 1889 in Wilmington (Ohio); † 1. Juni 1949 in New York City) war ein US-amerikanischer Ragtime-, Novelty- und Jazzpianist sowie Arrangeur, Komponist, Orchesterleiter und Musikpädagoge, der auch The Sultan of Syncopation genannt wurde und im Chicago der 1910er- und 1920er-Jahre populär war.

## Leben und Wirken

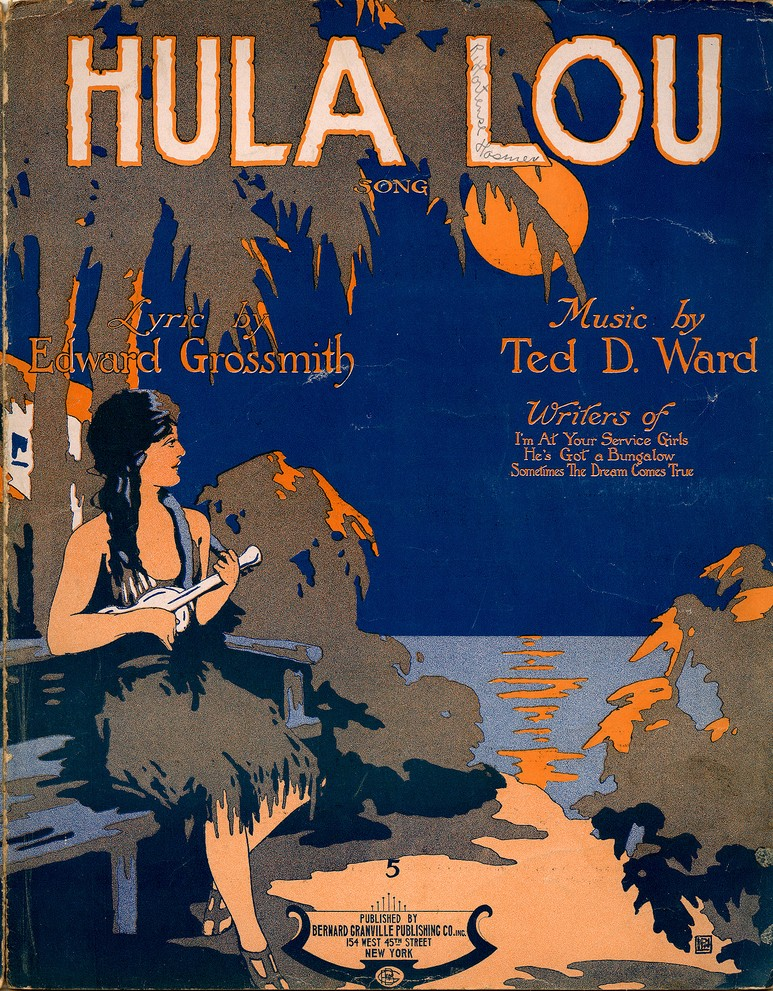
Hula Lou, Sheet Music Cover (1916)

Jones hatte Klavierunterricht bei seiner Mutter und begann seine Karriere Anfang des 20. Jahrhunderts, nachdem er seine Heimatstadt Wilmington verlassen hatte, zunächst in Ohio, arbeitete dann in Cincinnati und schließlich ab ca. 1911 in Chicago. Dort trat er Mitte der 1910er-Jahre im Owl Theater mit seinem Wonder Orchestra auf. Ted T. Wards Song „Hula Lou“ war in dieser Zeit ein populärer Novelty Song, mit dem er in der Stadt bekannt wurde. 
Daneben schrieb er zahlreiche Songs, die als Sheet Music veröffentlicht wurden. Frühe Songs Jones’ waren „Lightning (A Striking Rag)“ (1908), „The Candy (Ragged Two Step)“ (1909) und „Wild Grapes Rag“ (1910). Bei Frank K. Root & Co. erschienen 1913/14 „Pauline Waltz“, „One Wonderful Night“, „Thanks for the Lobster“ und „In Search Of a Husband“, ferner „That Baseball Rag“ (1913), „Only You“ (1915, mit Arthur J. Lamb), „La Danza Appassionata“ (1916), „The Dirty Dozen“ (1917) und „Modulations“ (1923). 
Jones unterrichtete den jungen Jimmy Blythe, als dieser 1916 nach Chicago kam. Um 1916 arbeitete Jones als Komponist und Arrangeur für die McKinley Music Company. Seine Songs wurden von Plattenlabel wie Crescent und Medallion veröffentlicht. Daneben begann er Notenrollen für Firmen wie die Imperial Roll Company aufzunehmen und arbeitete mit den Bands von Charley Straight und Roy Bargy („Mid the Pyramids“). Neben Charles Luckyeth Roberts, Eubie Blake, Maceo Pinkard und James P. Johnson gehörte Jones zu den wenigen Musikern, die schon vor 1921 Bluessongs aufnahmen.
In den frühen 1920er-Jahren verkehrte Jones häufig in Clarence Williams’ Musikgeschäft in Chicagos South State Street. 1922 nahm er Richard M. Jones’ „Jazzin’ Baby Blues“ für Columbia Rolls (Columbia 457) auf. Außerdem hatte er mit J. Mayo „Ink“ Williams zu tun, der in dieser Zeit begann, als Produzent für Paramount Records zu arbeiten. 1922 nahm er als Pianist und musikalischer Leiter mit eigenem Orchester (Clarence M. Jones and His ‘Wonder’ Orchestra) auf; erfolgreiche Titel waren „Wabash Blues“, „Fate“ und „Love Days“ (Paramount). Clarence Jones’ Wonder Orchestra war 1922 die erste afroamerikanische Tanzband, deren Musik im amerikanischen Rundfunk übertragen wurde. „Die Theaterbands von Erskine Tate und Clarence Jones, die Tanzbands von Doc Cooke und Charles Elgar und die Kabarettbands von King Oliver, Manuel Perez und Freddie Keppard gehörten um 1923 zu erfolgreichsten Jazzgruppen der Stadt.“
Jones’ Komposition „Trot Along“ wurde erfolgreich 1923 vom Benson Orchestra of Chicago für Victor Records (Vi 19044) aufgenommen. Außerdem begleitete er Monette Moore („Gulf Coast Blues“, „I Just Want a Daddy“, Paramount, 1923), z. T. im Trio (Clarence Jones and His Paramount Trio), mit Tommy Ladnier, Kornett und Jimmy O’Bryant, Klarinette (“I’ll Go to My Grave With the Blues”, Paramount 12046). 
In dieser Zeit nahm Jones auch für Orlando Marsh’s Laboratories auf und begleitete Fannie Wise, Schooler & Potter und The Harmony Girls, die eine Version seines Songs Trot Along einspielten. Erst 1926 hatte er erneut Gelegenheit zu weiteren Plattenaufnahmen, als er für Okeh Records mit seinem Wonder Orchestra den Titel „The Arm Breaker“ (OK 8404) einspielte. 1927 begleitete Jones die Sängerin Laura Smith in Chicago bei einer Aufnahmesitzung für Victor („The Mississippi Blues“, # 20775); 1928 entstanden erneut Aufnahmen für Paramount, darunter seine Komposition „’Mid the Pyramids“ (veröffentlicht als Clarence Jones and His Sock Four, Pm 12716). Nach Tom Lord war er zwischen 1920 und 1928 an 17 Aufnahmesessions beteiligt.
In den folgenden Jahren arbeitete Jones erfolgreich für die Chicagoer Radiostation WBCN, dem Sender von The Southtown Economist. Als sein Vertrag mit dem Sender 1927 endete, ließ seine Popularität nach; 1932 zog er mit seiner Familie nach New York, wo er ab 1933 als Arrangeur, Komponist und Pianist für das Vokalensemble Southernaires arbeitete. Er schrieb u. a. 1936 deren Erkennungsmelodie „My Old Swanee Home“. Jones, der 1949 starb, ist auf dem Sugar Grove Cemetery in Wilmington begraben.

## Diskographische Hinweise
- Black and White Piano - Complete Recorded Works 1923-1942 (Document Records)
- Rag Doll (Piano Ragtime of the Teens, Twenties & Thirties Vol. 3) (Herwin Records, ed. 1979)